# Katrina Leskanich
Katrina Elizabeth Leskanich (Topeka, 10 de abril de 1960) es una cantante estadounidense afincada en Reino Unido. Es conocida por haber sido la vocalista del grupo Katrina & The Waves que consiguió la fama con la canción "Walking on Sunshine", y ganar el Festival de la Canción de Eurovisión 1997 representando al Reino Unido.

## Vida
El padre de Katrina era un coronel de las Fuerzas Aéreas (USAF) estadounidenses y Katrina y su familia tuvieron que vivir en: Nuevo México, California, Alabama, Georgia, Florida, Massachusetts, Nebraska, Alemania y Países Bajos, para finalmente instalarse en el Reino Unido donde reside desde principios de los 80.
Katrina vive junto a su esposa y manager, la escritora Sher Harper, con la cual se casó por lo civil en mayo de 2008 en Brighton.

## Fama
En 1981 Katrina se convirtió en la vocalista de la banda Katrina & The Waves, que ha logrado varios éxitos internacionales como Walking on Sunshine (1985), Sun Street, Do You Want Crying o Que te Quiero. En 1997 ganaron en Dublín el Festival de la Canción de Eurovisión con la canción Love Shine A Light como representantes de Reino Unido.

## Carrera de Solista

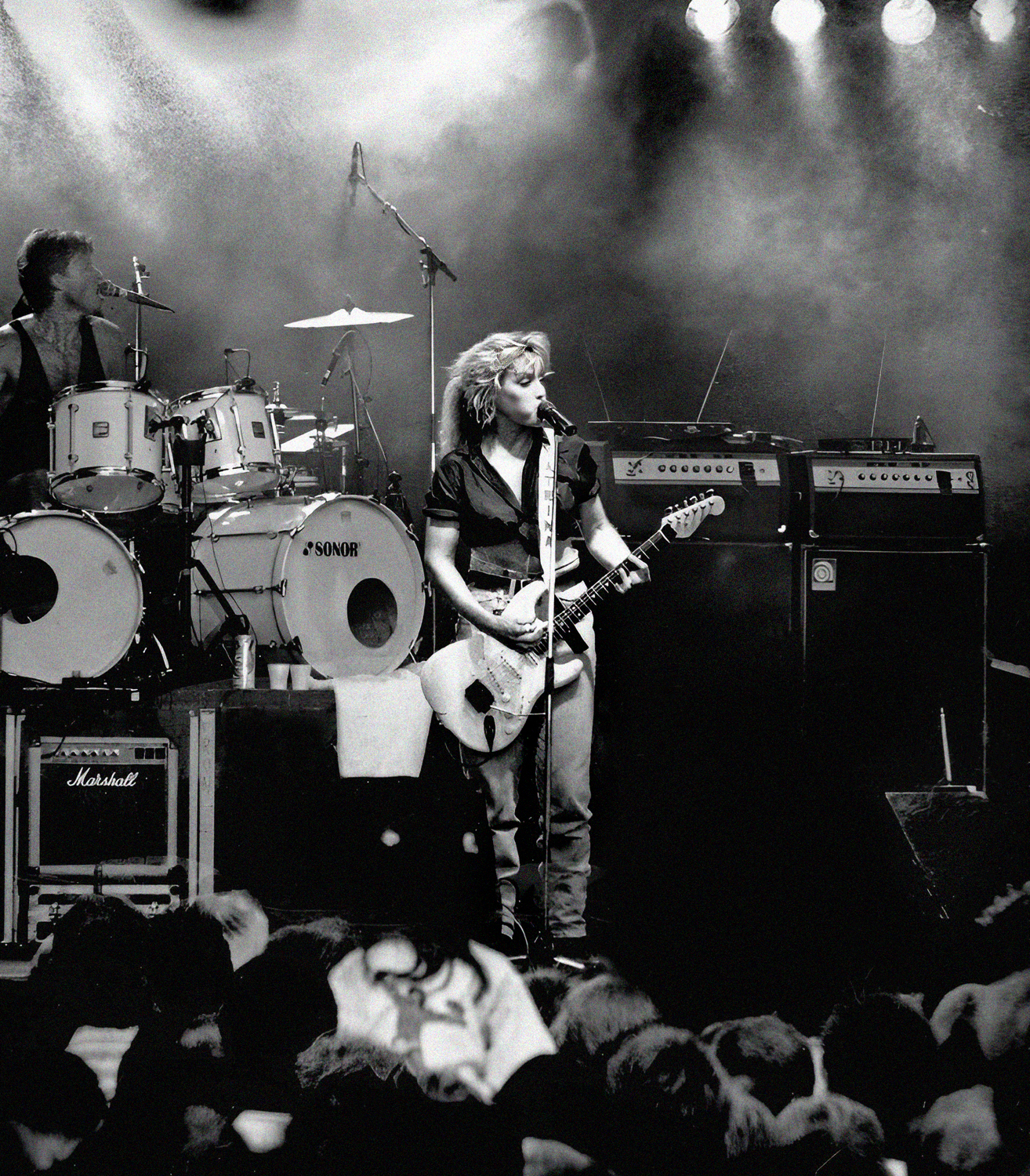
Katrina and the Waves en el festival de Malmö (1988).

Cuando Katrina & The Waves se disolvió, Katrina empezó una carrera en solitario como discjockey en la BBC 2, después de eso, lanzó varios álbumes. En 2005, quiso volver al Festival de la Canción de Eurovisión por Suecia con la canción "As If Tomorrow Will Never Come". Ese mismo año fue la conductora del programa especial Congratulations: 50 years of the Eurovision Song Contest para celebrar los 50 años de Eurovisión junto al letón Renārs Kaupers.
En el año 2020, tras la cancelación del Festival de Eurovisión que se iba a celebrar en Róterdam (Países Bajos) como consecuencia de la crisis provocada por la enfermedad del Covid-19, la televisión holandesa y la EBU realizó un programa especial como homenaje al Festival de Eurovision y a los artistas que se quedaron sin poder participar que se llamó "Europe shine a light". Durante el programa todos los artistas de la edición frustrada cantaron un verso de Love Shine a Light siendo el último cantado por la propia Katrina Leskanich.

## Discografía

### Singles
- They Don't Know
- They Don't Know

#### Álbumes en solitario
- Turn The Tide 2004
- Katrina LeskanichUniversal Distribution

#### Recopilaciones
- We Gotta Get out of This Place with Eric Burdon - China Beach 1989 SBK.
- Ride of Your Life - Return to the Centre of the Earth (Rick Wakeman) 1999 EMI.
- Scar - This Is Not Retro - This Is The Eighties Up To Date 2005.
- They Don't Know - Gylne Tider 2 2007 Sony BMG.
- Hitsville UK - The Sandinista Project 2007 3:59 Records.
- Walking On Sunshine (Live and Studio Version) - Countdown Spectacular 2 (2007) Liberation Blue Records (Australian-only release)

### Katrina and The Waves

#### Álbumes
- The Bible of Bop (Kimberley Rew) 1982 Armageddon Records.
- Shock Horror 1982 (The Waves) Aftermath Records.
- Walking On Sunshine 1983 Attic Records.
- The 2nd LP 1984 Attic Records.
- Katrina & The Waves 1985 Capitol Records.
- Waves 1986 Capitol Records.
- Break of Hearts 1989 SBK Records.
- Pet the Tiger 1991 Virgin Germany.
- Edge of the Land 1993 Polydor.
- Turnaround 1994 Polydor.
- Roses 1995 Polydor.
- Walk on Water 1997 Warner Music.

#### Álbumes Best Of
- The Best Of 1991 Attic Records.
- Anthology 1995 One Way Records.
- KATW/Waves 1996 BGO Records.
- Premium Gold Collection 1997 EMI.
- Greatest Hits of 1997 EMI
- Walking on Sunshine 1997 Polygram Records.
- The Original Recordings 2003 BongoBeat Records.

#### Singles
- "The Nightmare" 1982 (The Waves) Armagedon Records.
- "Brown Eyed Son" 1982 (The Waves) Albion Records.
- "Plastic Man" 1984 Silvertown Records.
- "Walking on sunshine" 1985 Capitol Records.
- "Red Wine & Whisky" 1985 Capitol Records.
- "Do You Want Crying?" 1985 Capitol Records.
- "Que Te Quiero 1985" Capitol Records.
- "Mexico" 1985 Capitol Records.
- "Is That It" 1986 Capitol Records.
- "Tears For Me" 1986 Capitol Records.
- "Lovely Lindsey" 1986 Capitol Records.
- "Sun Street" 1986 Capitol Records.
- "That's The Way" 1989 SBK Records.
- "Rock 'n' Roll Girl" 1989 SBK Records.
- "We Gotta Get out of This Place" 1989 SBK Records.
- "Pet the Tiger" 1991 Virgin Records.
- "Tears of a Woman" 1991 Virgin Records.
- "Birkenhead Garbage Pickers" 1992 Virgin Records.
- "I'm in Deep" 1993 Polydor.
- "Cookin'" 1994 Polydor.
- "The Street Where You Live" 1995 Polydor.
- "Honey Lamb" 1995 Polydor.
- "Turnaround" 1995 Polydor.
- "Walking Where the Roses Grow" 1995 Polydor.
- "Brown Eyed Son" 1997 Top Line records.
- "Love Shine A Light" 1997 Warner Music.
- "Walk on Water" 1997 Warner Music.